# هیتومی هارادا
هیتومی هارادا (انگلیسی: Hitomi Harada; november 18  – ) خواننده، و صداپیشگی در ژاپن اهل ژاپن بود. وی از سال ۲۰۰۳ میلادی تاکنون مشغول فعالیت بوده‌است.